# Rolf Rosenthal
Rolf Rosenthal (ur. 22 stycznia 1911, zm. 3 maja 1947 w Hameln) – zbrodniarz hitlerowski, lekarz SS w obozie koncentracyjnym Ravensbrück oraz SS-Hauptsturmführer.
Urodzony w Braunschweig, był członkiem NSDAP i SS oraz doktorem medycyny. W latach 1941–1943 był lekarzem obozowym w Ravensbrück. Słynął w obozie ze swych sadystycznych skłonności, w niehumanitarny sposób obchodził się z ranami pooperacyjnymi więźniarek, zwłaszcza gdy był pijany. Oprócz tego u kobiet poniżej 8 miesiąca ciąży przeprowadzał jej przerwanie (dotyczyło to szczególnie niemieckich kobiet, które zaszły w ciążę przez współżycie z więźniami cudzoziemskimi). Noworodka palono natychmiast w kotłowni, nawet w stanie żywym.
Rosenthal stanął po zakończeniu wojny przed brytyjskim Trybunałem Wojskowym w Hamburgu, by odpowiedzieć za swoje zbrodnie (był to pierwszy proces załogi Ravensbrück). Wymierzono mu karę śmierci przez powieszenie. Wyrok wykonano 3 maja 1947.